# بيفرلي دبليو. ريد
بيفرلي دبليو. ريد (بالإنجليزية: Beverly W. Reid)‏ هو ضابط أمريكي، ولد في 22 أبريل 1917 في نيو أورلينز في الولايات المتحدة، وتوفي في 24 أغسطس 1942 في المحيط الهادئ.